# 금구면
금구면(金溝面)은 대한민국의 전북특별자치도 김제시에 설치된 면이다. 넓이는 42.55 km2이고, 인구는 2016년 12월 말 주민등록 기준으로 5,149 명이다.

## 행정 구역
- 금구리
- 낙성리
- 대화리
- 산동리
- 서도리
- 선암리
- 오봉리
- 옥성리
- 용복리
- 용지리
- 청운리
- 월전리
- 하신리

## 교육
- 금구초등학교
- 청운초등학교
- 금구중학교